# Malerzowice Małe
Malerzowice Małe (deutsch Klein Mahlendorf, auch nur Mahlendorf) ist ein Dorf der Stadt- und Landgemeinde Otmuchów im Powiat Nyski in der Woiwodschaft Opole in Polen.

## Geographie

### Geographische Lage
Das Straßendorf Malerzowice Małe liegt im Südwesten der historischen Region Oberschlesien. Der Ort liegt etwa acht Kilometer nordöstlich des Gemeindesitzes Otmuchów, etwa 12 Kilometer nordwestlich der Kreisstadt Nysa und etwa 67 Kilometer südwestlich der Woiwodschaftshauptstadt Opole.
Malerzowice Małe liegt in der Nizina Śląska (Schlesische Tiefebene) innerhalb der Równina Grodkowska (Grottkauer Ebene).

### Ortsteil
Ortsteil von Malerzowice Małe ist der südlich gelegene Weiler Bednary (Bittendorf).

### Nachbarorte
Nachbarorte von Malerzowice Małe sind im Osten Grądy (Perschkenstein), im Südosten Ulanowice (Ullersdorf), im Südwesten der zur Otmuchów gehörende Ortsteile Nieradowice (Nitterwitz) sowie im Nordwesten Starowice (Starrwitz).

## Geschichte

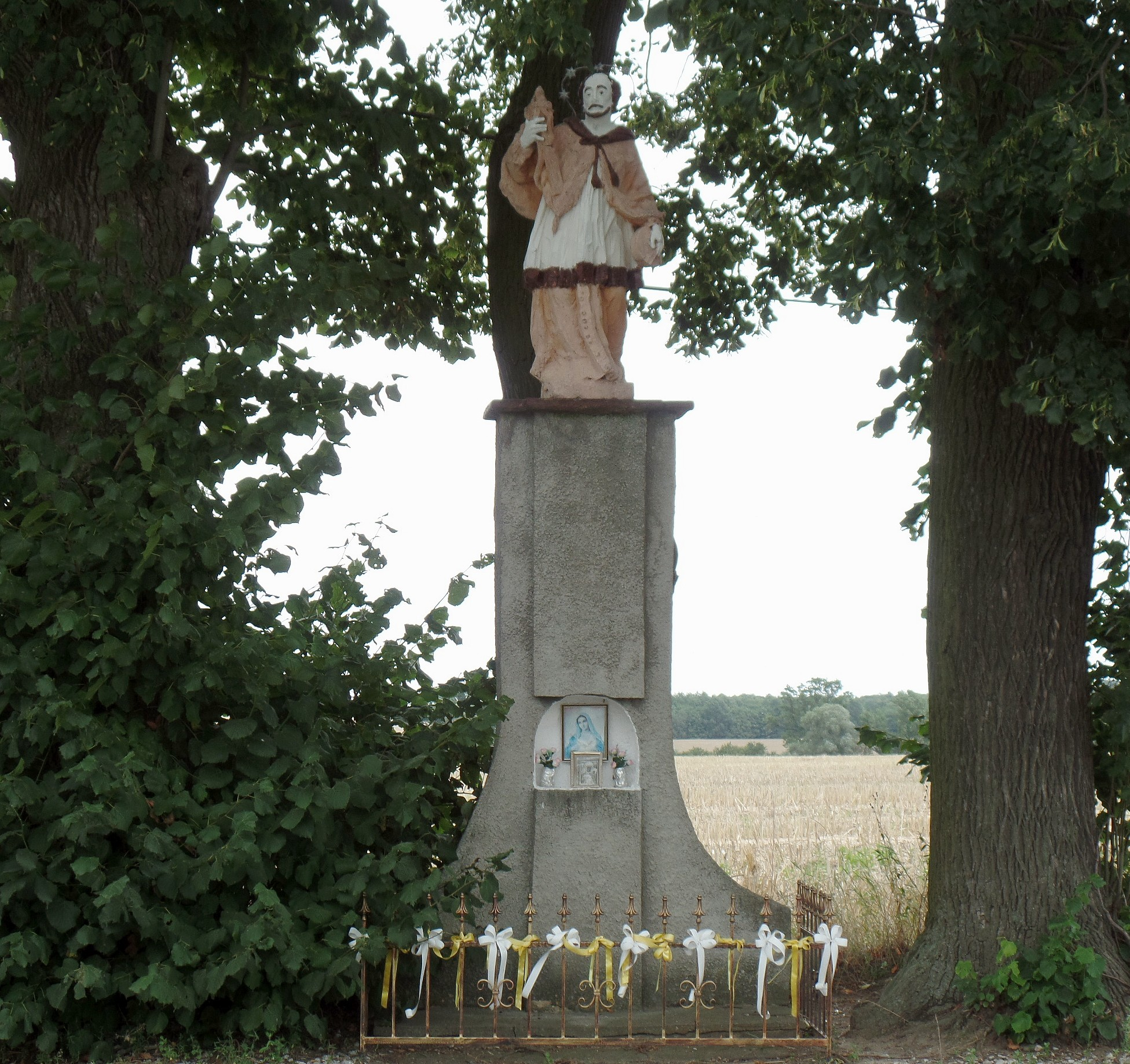
Nepomukstatue in Bednary

In dem Werk Liber fundationis episcopatus Vratislaviensis aus den Jahren 1295–1305 wird der Ort erstmals als Malerdorf erwähnt. 1372 erfolgte eine weitere Erwähnung als Malerdorf.
Nach dem Ersten Schlesischen Krieg 1742 fiel Klein Mahlendorf mit dem größten Teil Schlesiens an Preußen.
Nach der Neuorganisation der Provinz Schlesien gehörte die Landgemeinde Klein Mahlendorf ab 1816 zum Landkreis Grottkau im Regierungsbezirk Oppeln. 1845 bestanden im Dorf eine Brauerei, eine Brennerei sowie 24 weitere Häuser. Im gleichen Jahr lebten in Klein Mahlendorf 183 Menschen, allesamt katholisch. 1855 lebten 229 Menschen in Klein Mahlendorf. 1865 bestanden im Ort 16 Gärtner- und vier  Häuslerstellen. Eingeschult waren die Bewohner nach Perschkenstein. 1874 wurde der Amtsbezirk Zedlitz gegründet, welcher aus den Landgemeinden Bittendorf, Klein Mahlendorf, Klein Vorwerk, Laskowitz, Nitterwitz, Perschkenstein, Ullersdorf und Weidich und den Gutsbezirken Bittendorf, Klein Mahlendorf, Klein Vorwerk, Nitterwitz und Ullersdorf bestand. Erster Amtsvorsteher war der Rittergutsbesitzer Wirth in Klein Mahlendorf. 1885 zählte Klein Mahlendorf 142 Einwohner.
1933 lebten in Klein Mahlendorf 344 sowie 1939 312 Menschen. Bis Kriegsende 1945 gehörte der Ort zum Landkreis Grottkau.
Als Folge des Zweiten Weltkriegs fiel Klein Mahlendorf 1945 wie der größte Teil Schlesiens unter polnische Verwaltung. Nachfolgend wurde es in Malerzowice Małe umbenannt und der Woiwodschaft Schlesien angeschlossen. Die deutsche Bevölkerung wurde weitgehend vertrieben. 1950 wurde es der Woiwodschaft Oppeln eingegliedert. 1999 kam der Ort zum wiedergegründeten Powiat Nyski. 2006 lebten 269 Menschen im Ort.

## Sehenswürdigkeiten
- Nepomukstatue in Bednary